# Drăușeni, Brașov
Drăușeni, mai demult Draușeni, Draos, Draoș, Dras, Drasu (în dialectul săsesc Dras, Drâts, Drauz, în germană Draas, Drausz, Draes, Dräss, în maghiară Homoróddaróc, Daróc) este un sat în comuna Cața din județul Brașov, Transilvania, România.

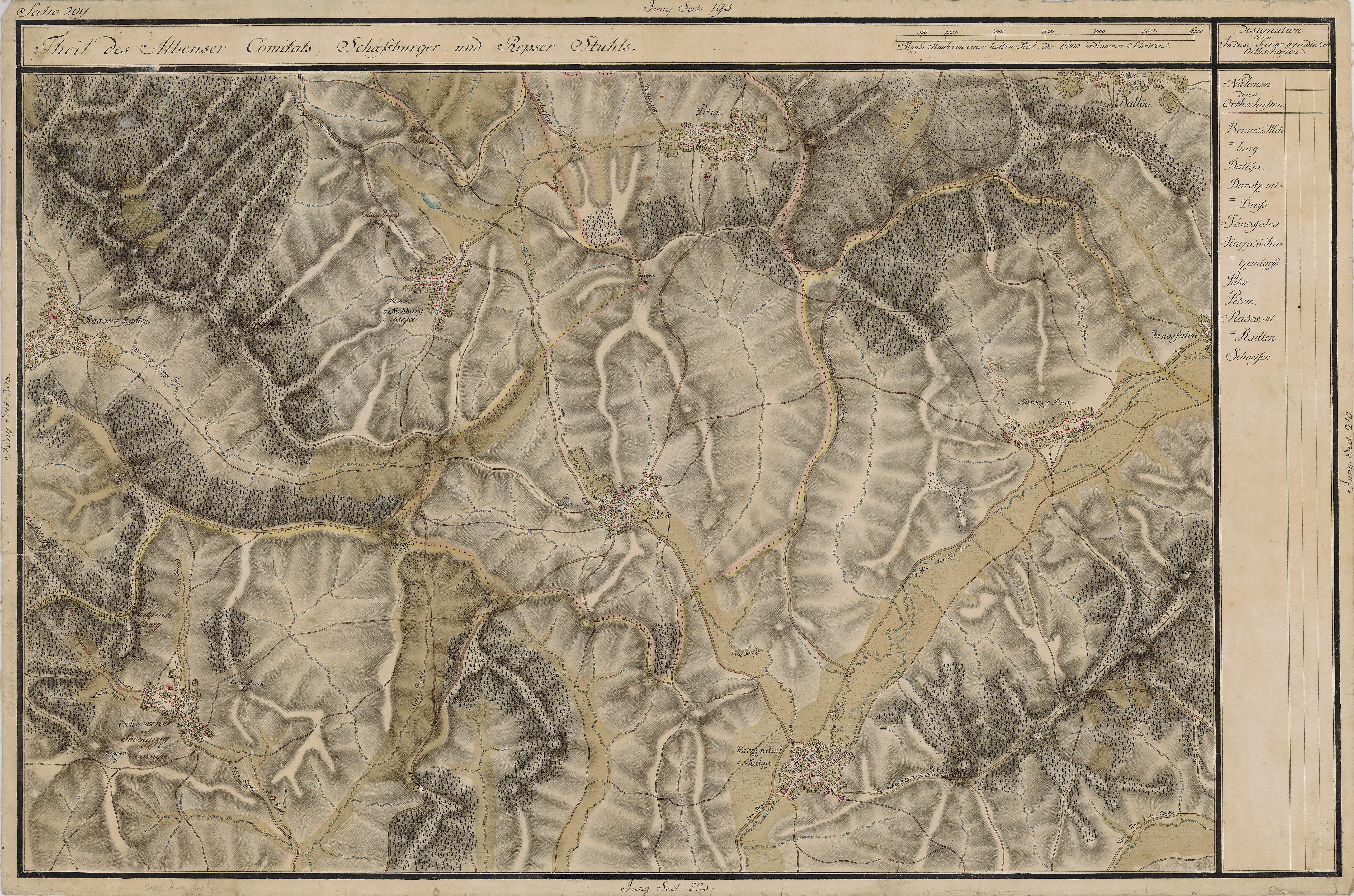
Drăușeni în Harta Iosefină a Transilvaniei, 1769-1773

## Obiective istorice și memoriale

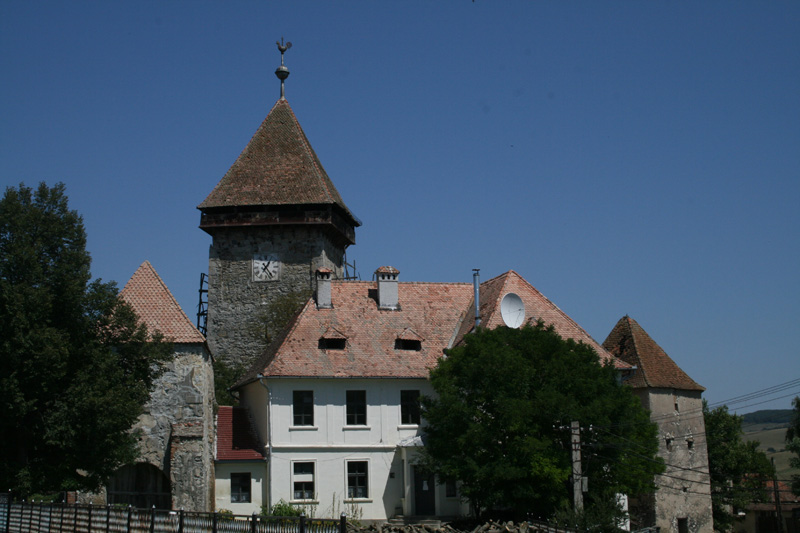
Drăușeni
(Biserica Evanghelică-Luterană)

- Biserica Evanghelică-Luterană a fost construită în sec.XIII, fiind inițial o bazilică cu 3 nave, cu un masiv turn vestic, în arhitectura căreia se întâlneau forme romanice și gotice timpurii (valoros portal vestic). În sec.XV navele laterale prevazute cu tribune au fost retezate. Pe peretele sudic al navei, pictura murală cu legenda Sf.Ecaterina din Alexandria, realizată într-un stil gotic liniar-narativ (sec.XIV). Incinta fortificată de plan poligonal, întărită cu 6 turnuri (cel de poartă fusese la interior cu 2 poduri ridicatoare).
- Monumentul Eroilor Români din Primul și Al Doilea Război Mondial. Monumentul, de tip obelisc, este amplasat în centrul satului Drăușeni, lângă Biserica Ortodoxă. Acesta a fost ridicat în anul 1938, din inițiativa “Societății Unirea” a românilor din Drăușeni, pentru cinstirea memoriei eroilor români căzuți în Primul Război Mondial. Obeliscul, din piatră, de formă paralelipipedică, este împrejmuit cu un gard din piatră și țevi orizontale, fiind susținut de un soclu înalt cu trepte și piloni în colțuri. Ulterior s-a adăugat o placă cu numele celor căzuți în Al Doilea Război mondial.

## Galerie imagini

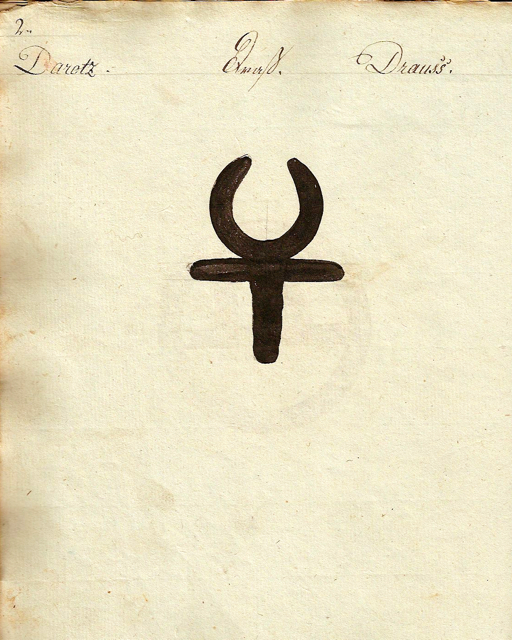
1826 - Danga pentru vitele din Drăușeni
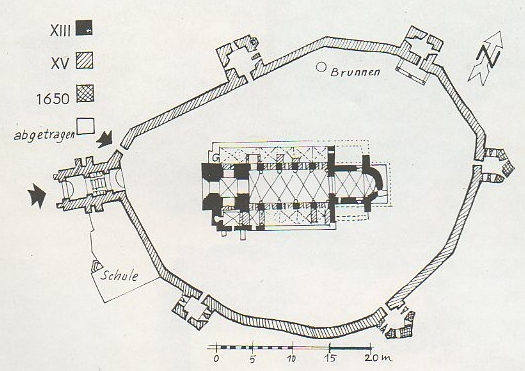
Planul fortificației din Drăușeni
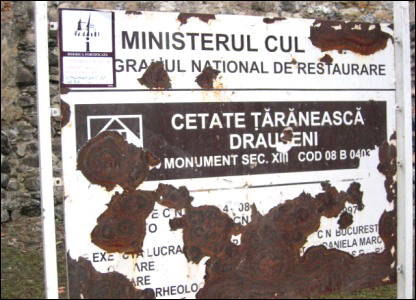
Semn ruginit la intrarea în ansamblul fortificat
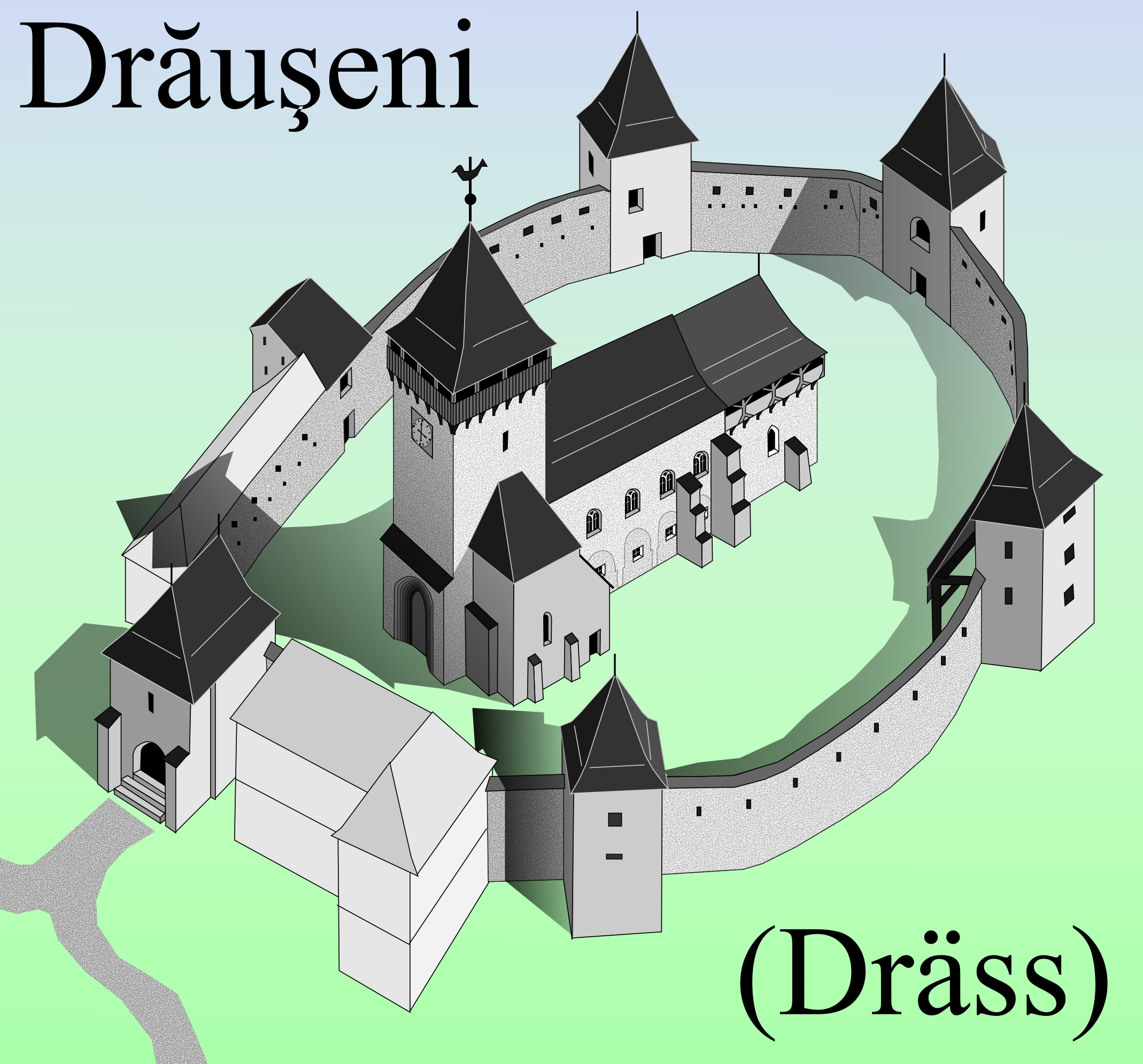
Reconstituire a ansamblului fortificat
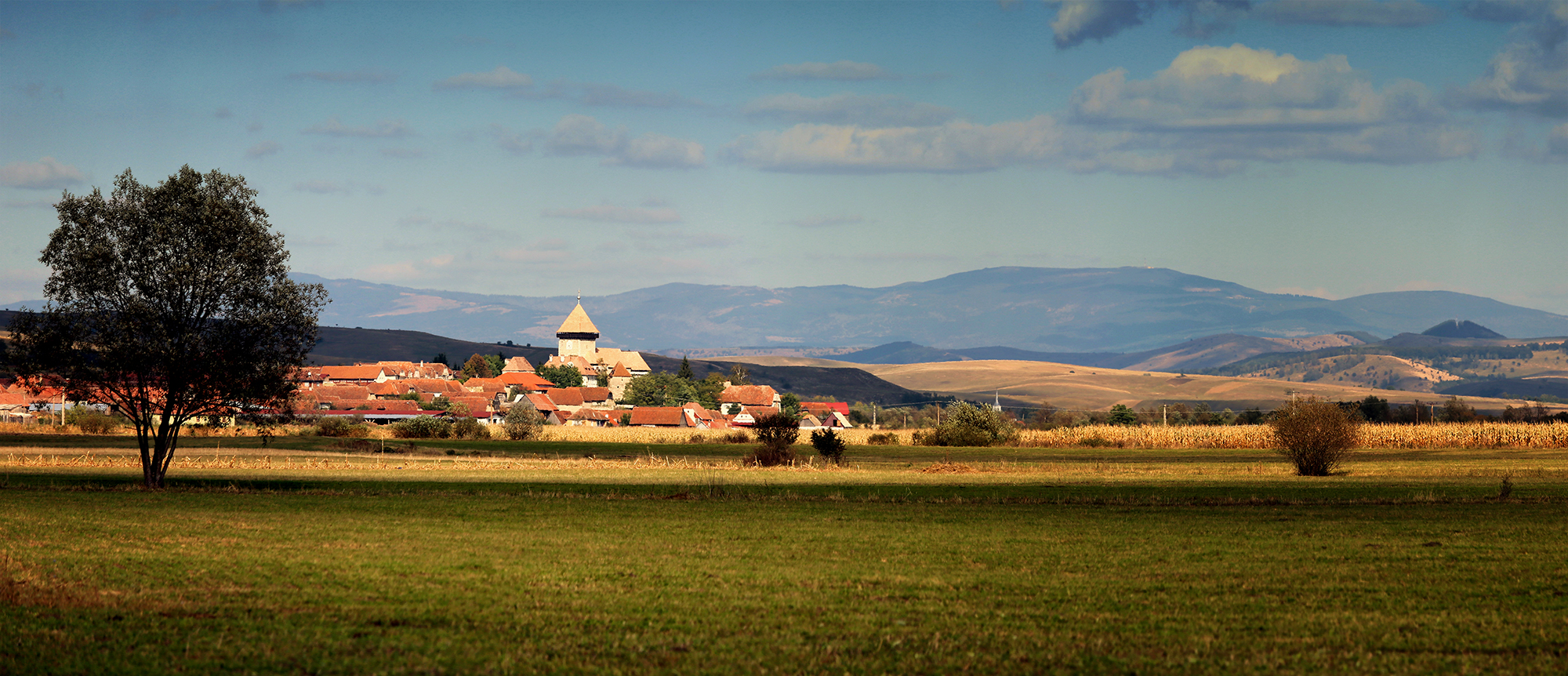
Panoramă asupra satului
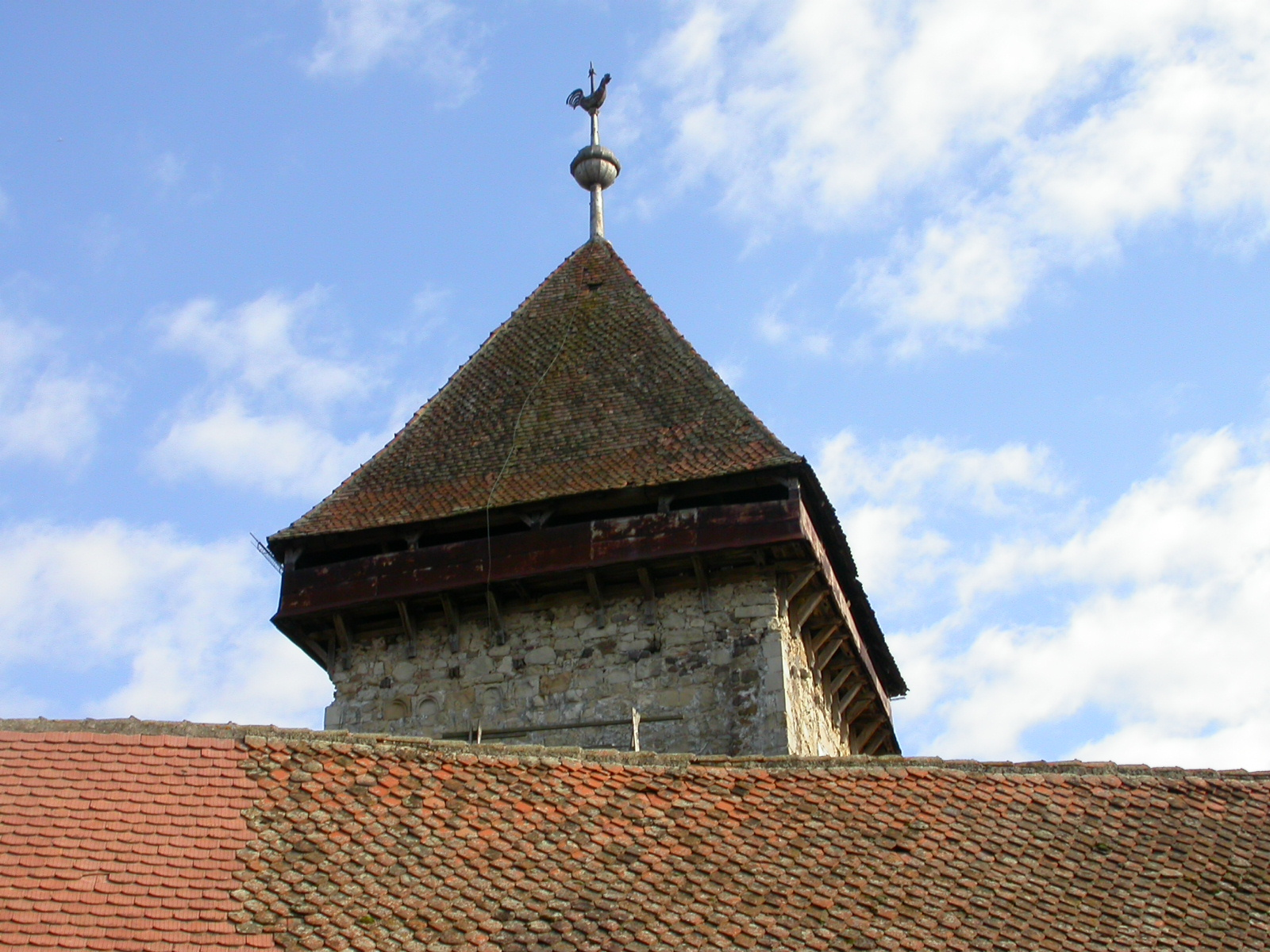
Turn
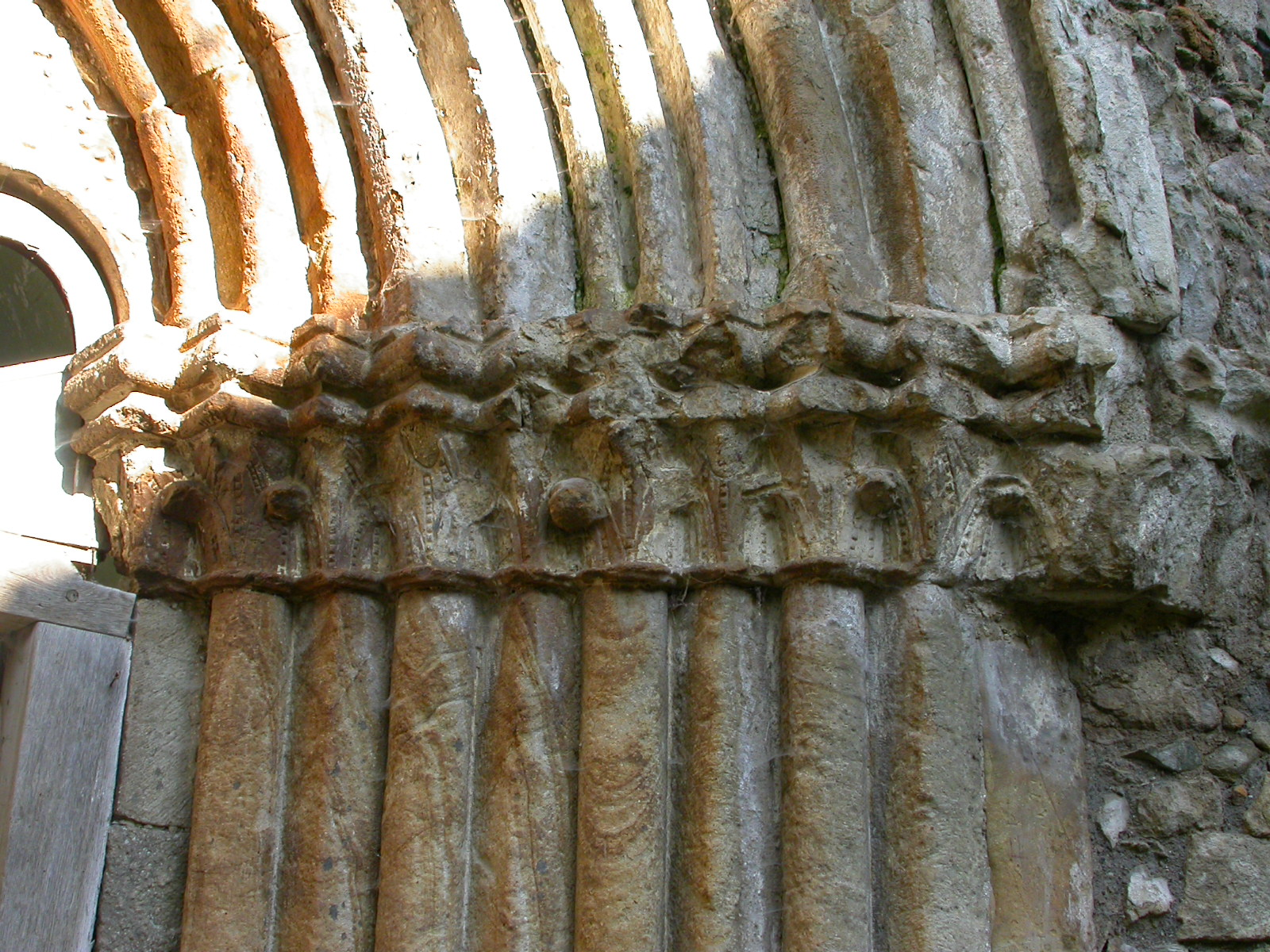
Detaliu asupra intrării în biserică
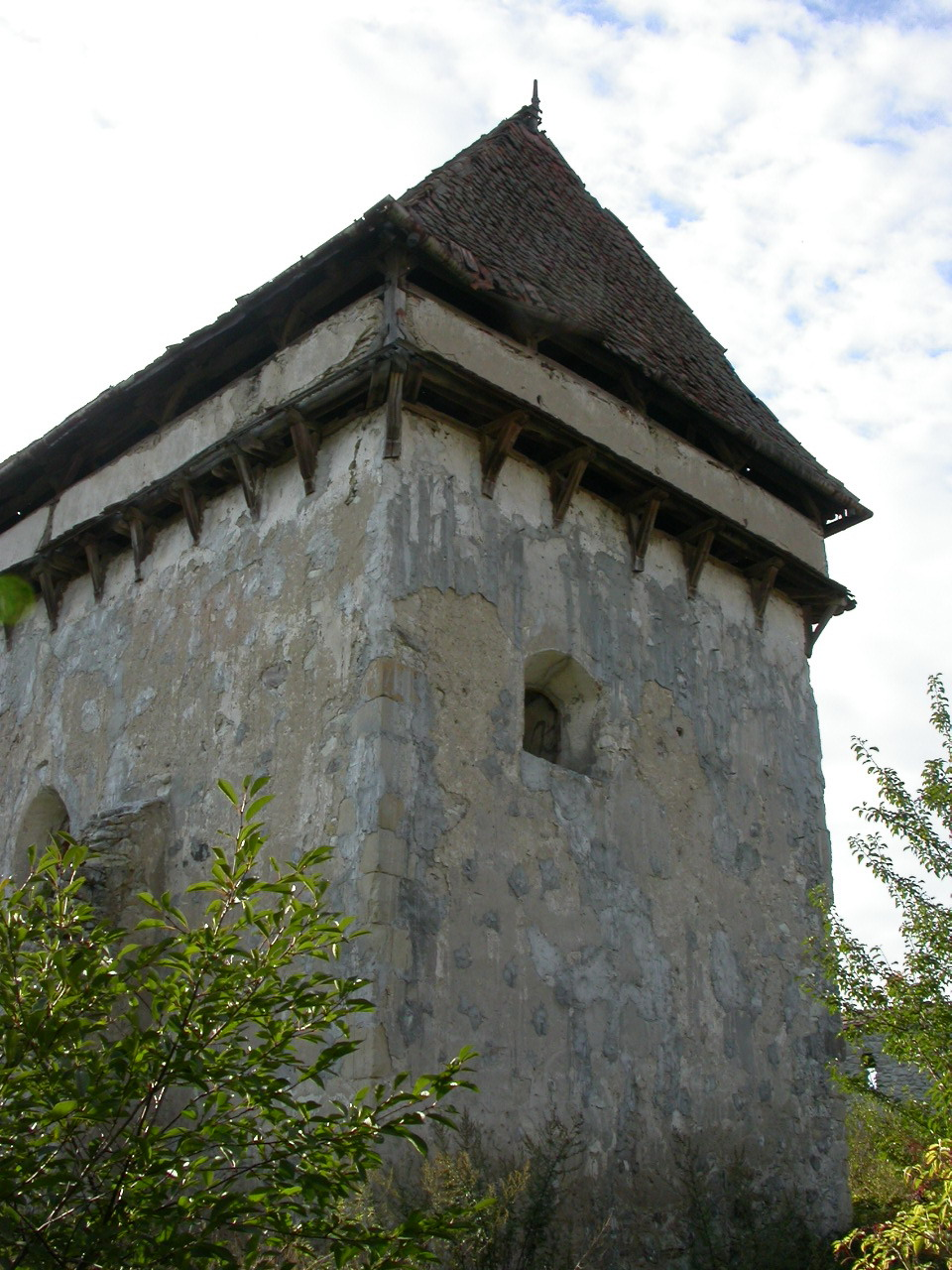
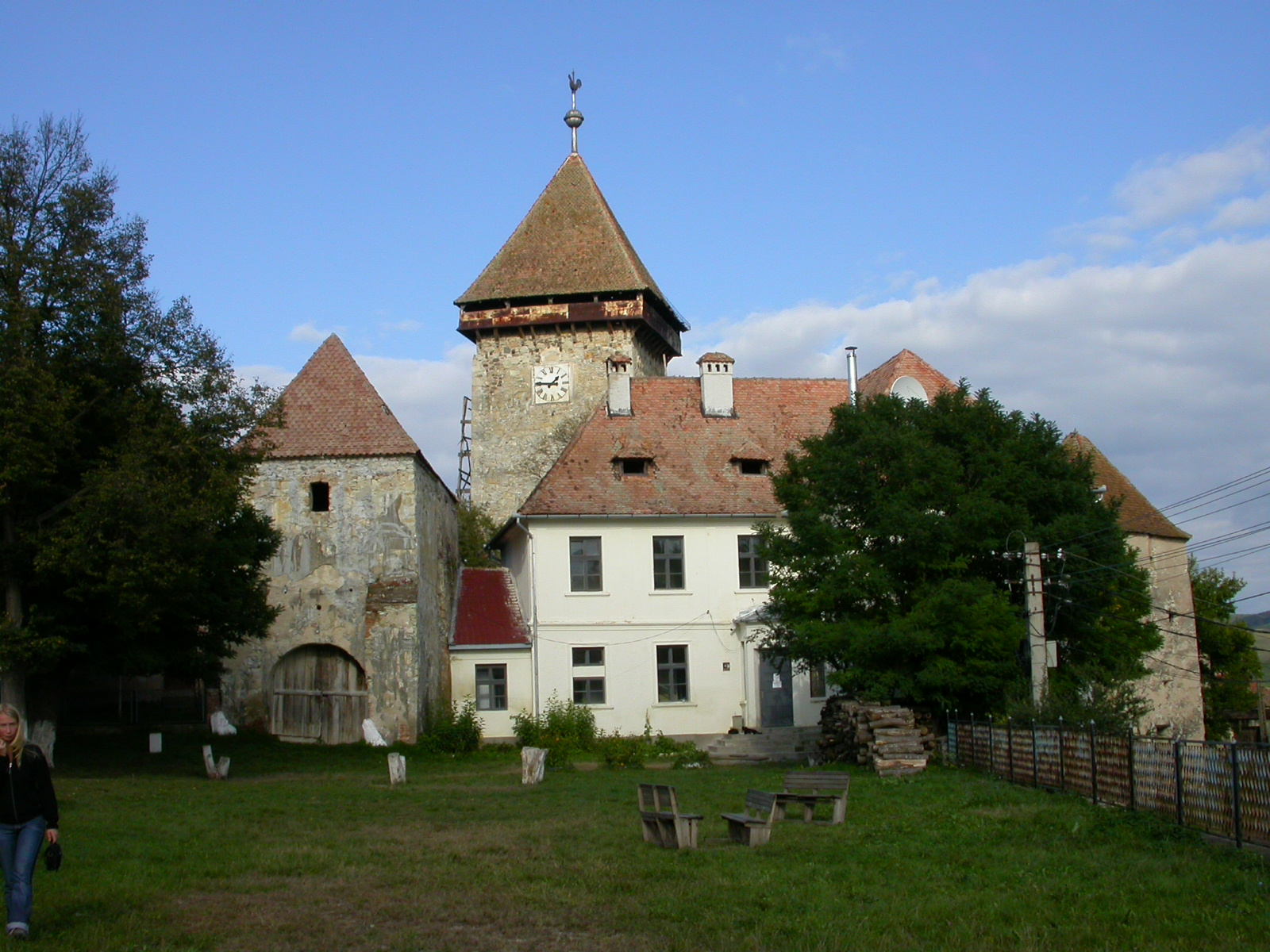
Incinta fortificată
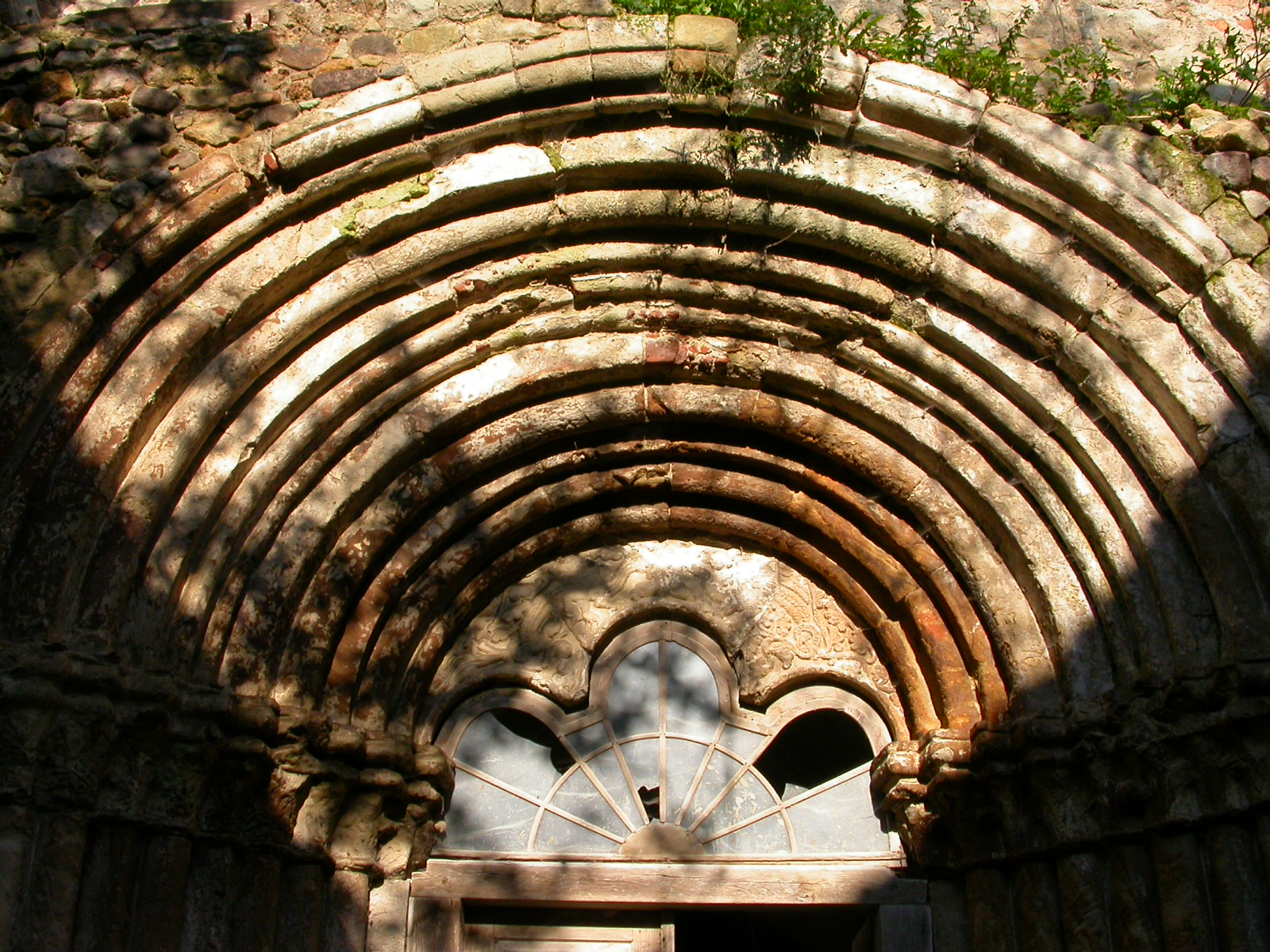
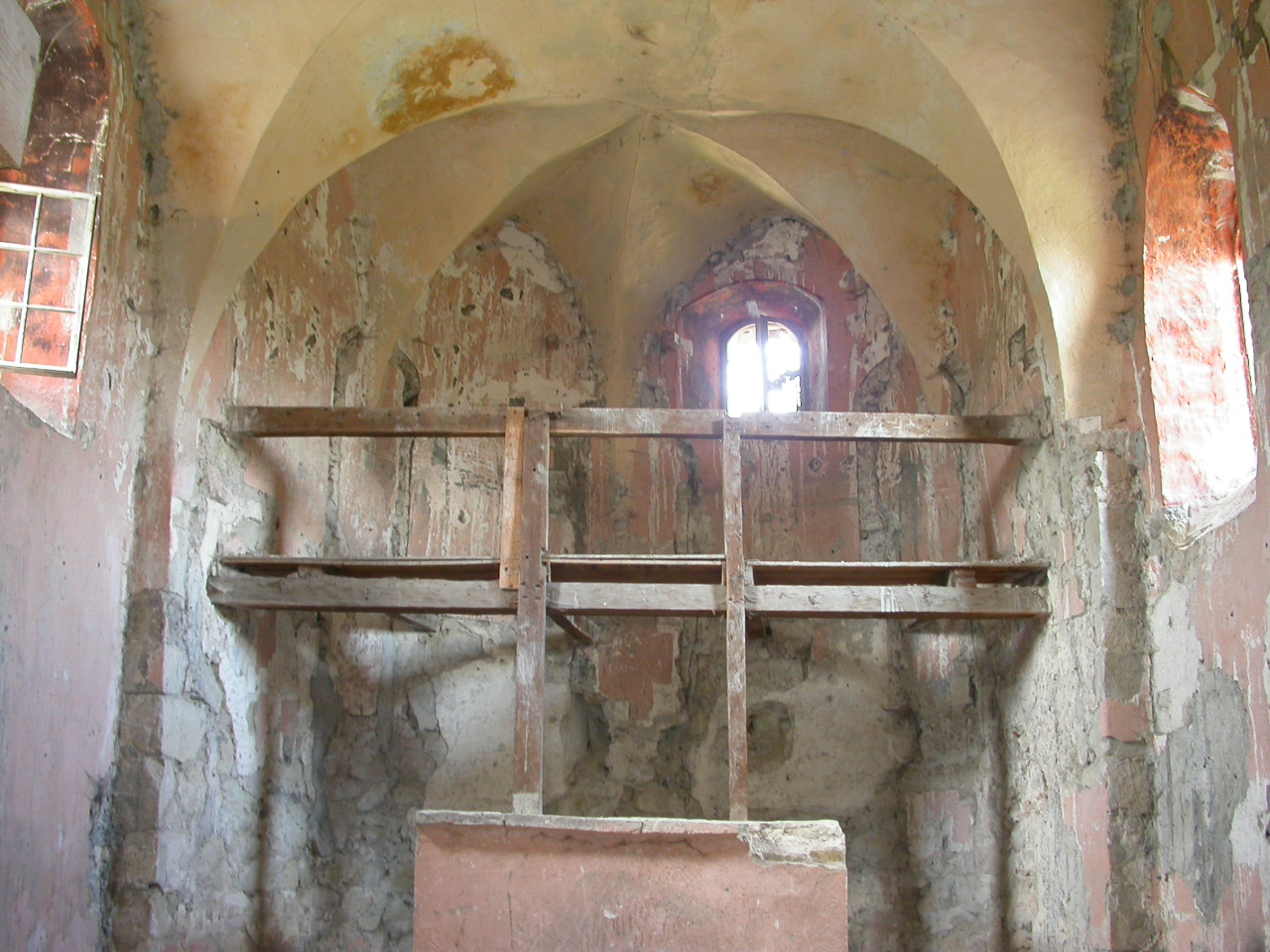
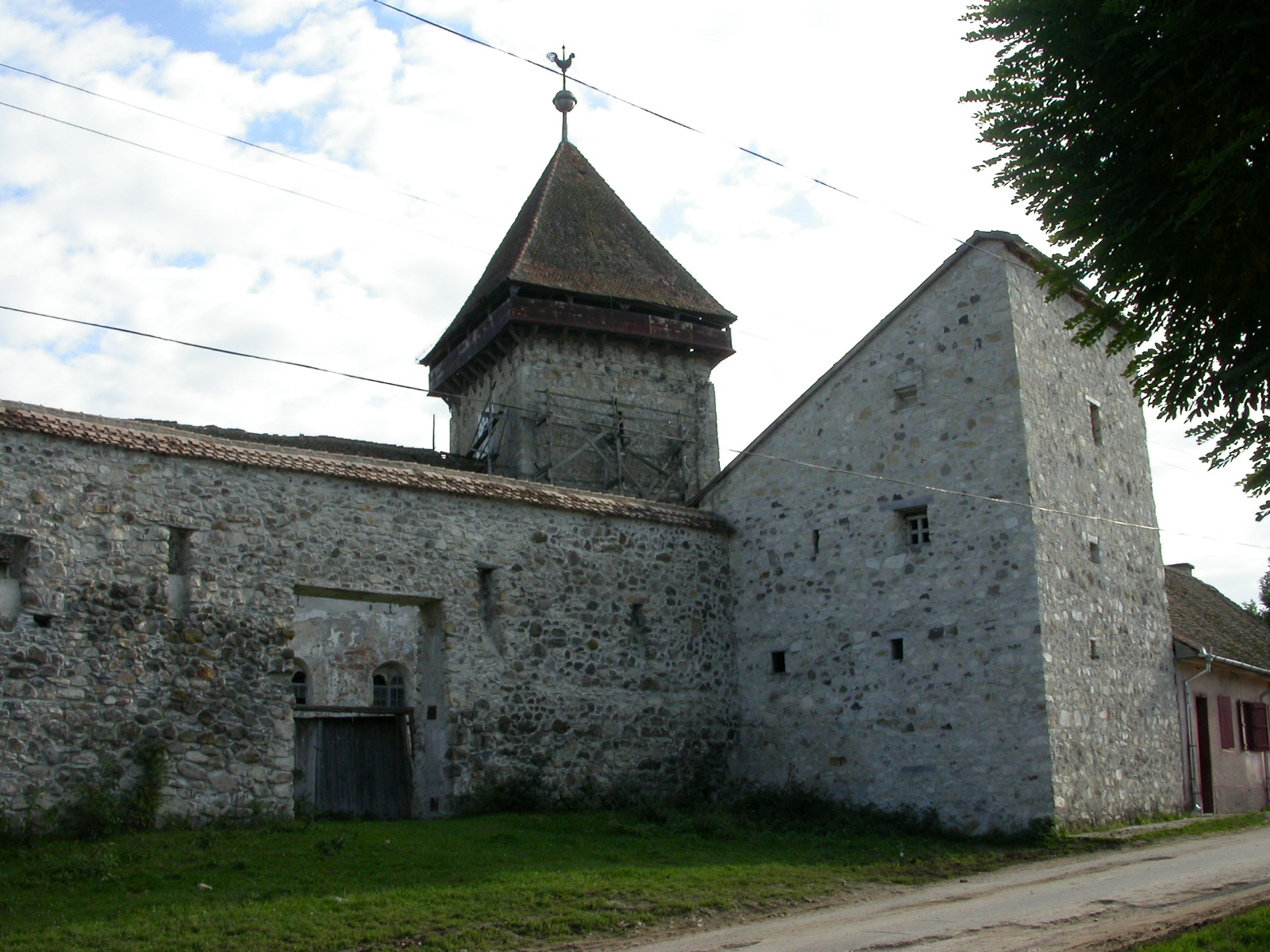
Zidul de incintă
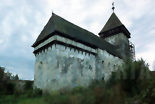
Biserica evanghelică
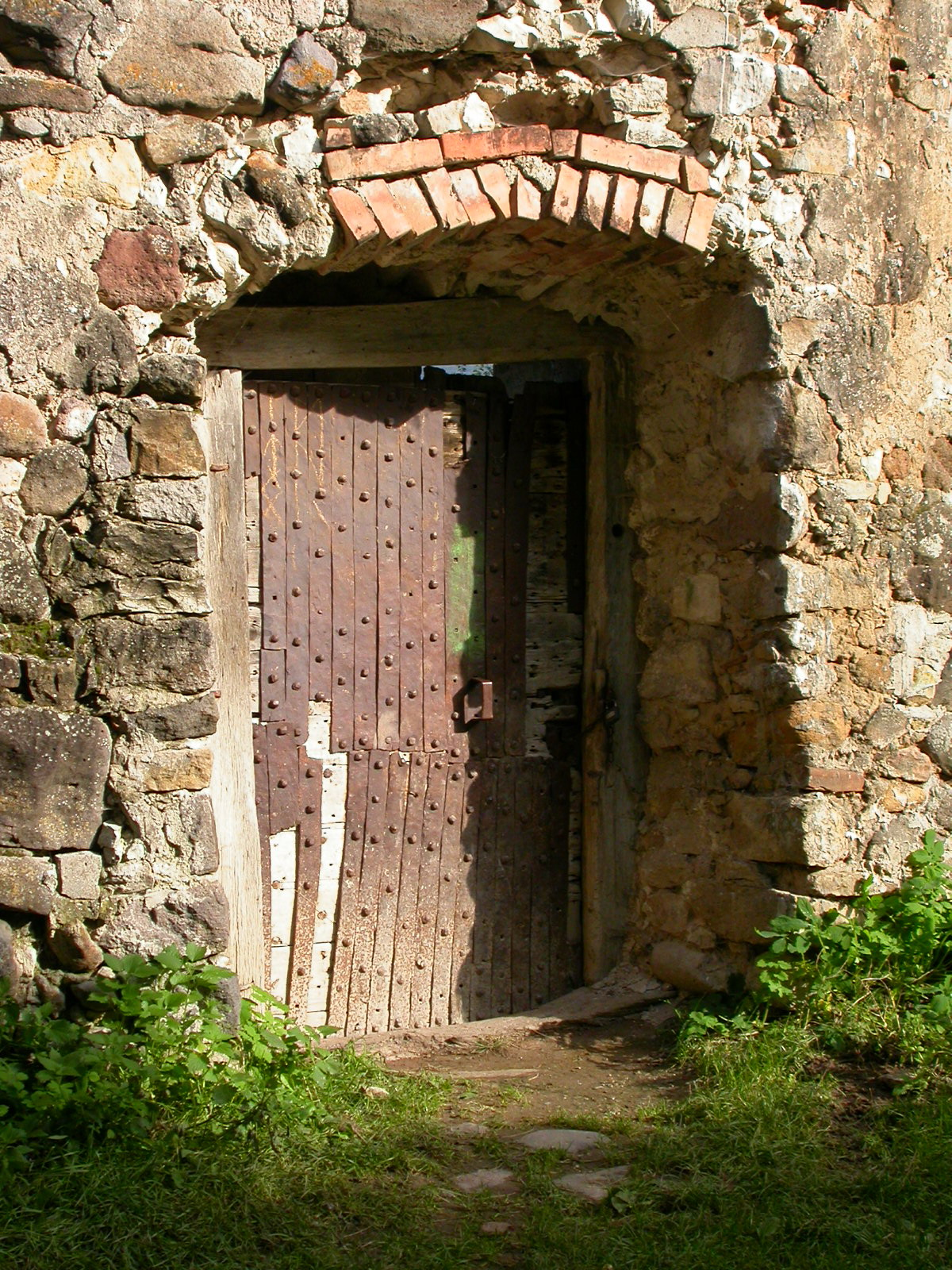
Poartă
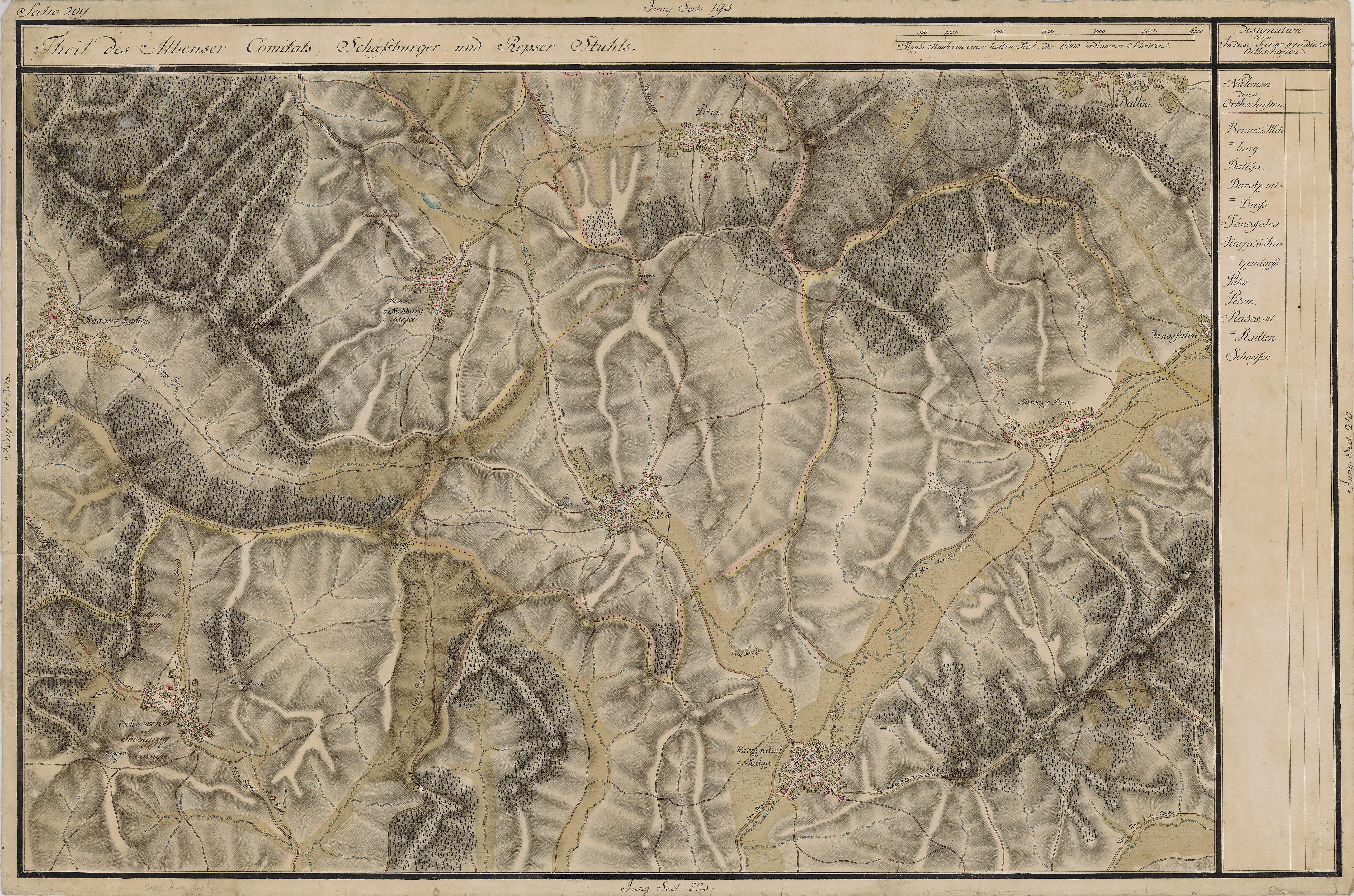
Harta iosefină a satului
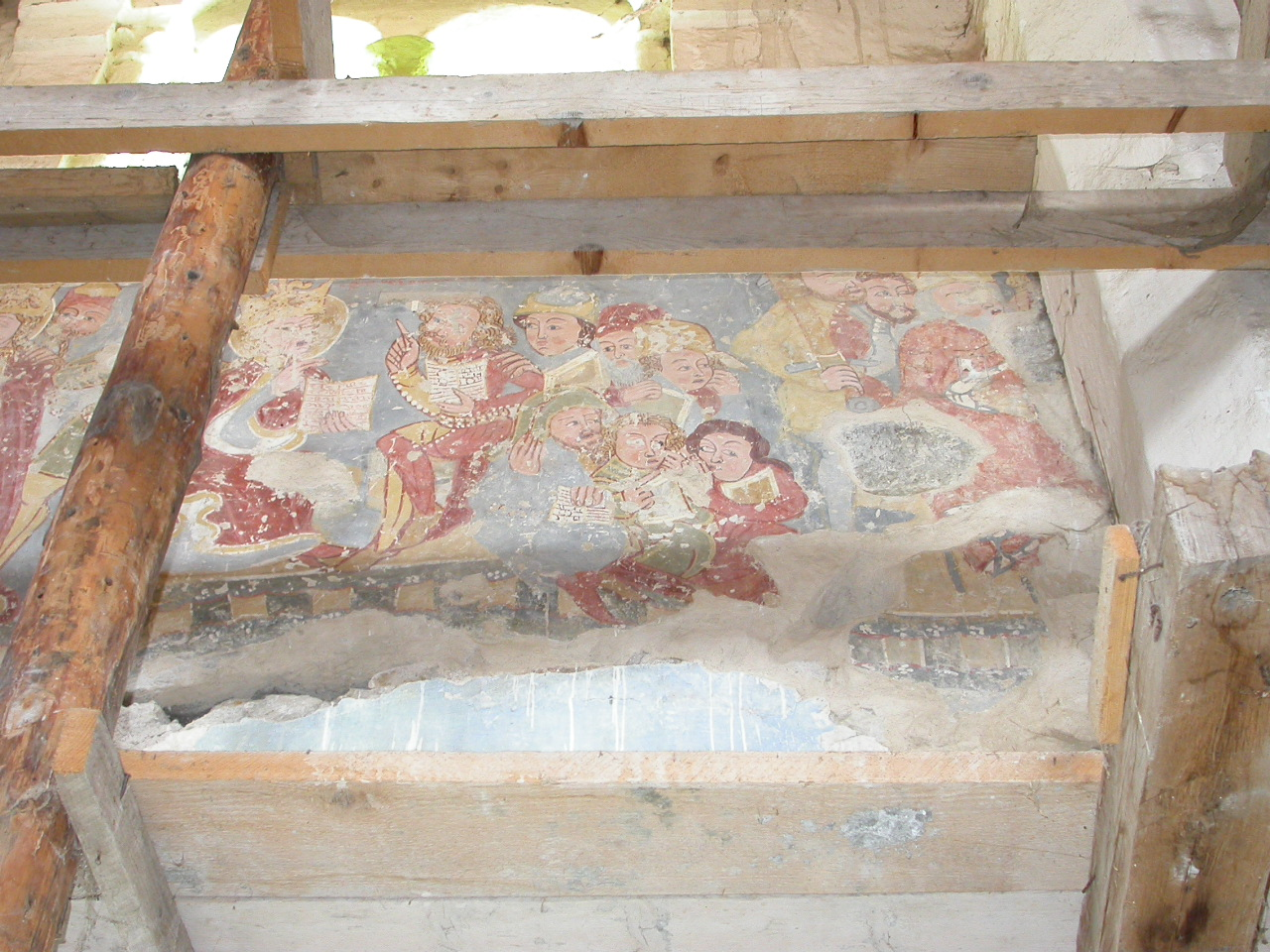
Pictură medievală
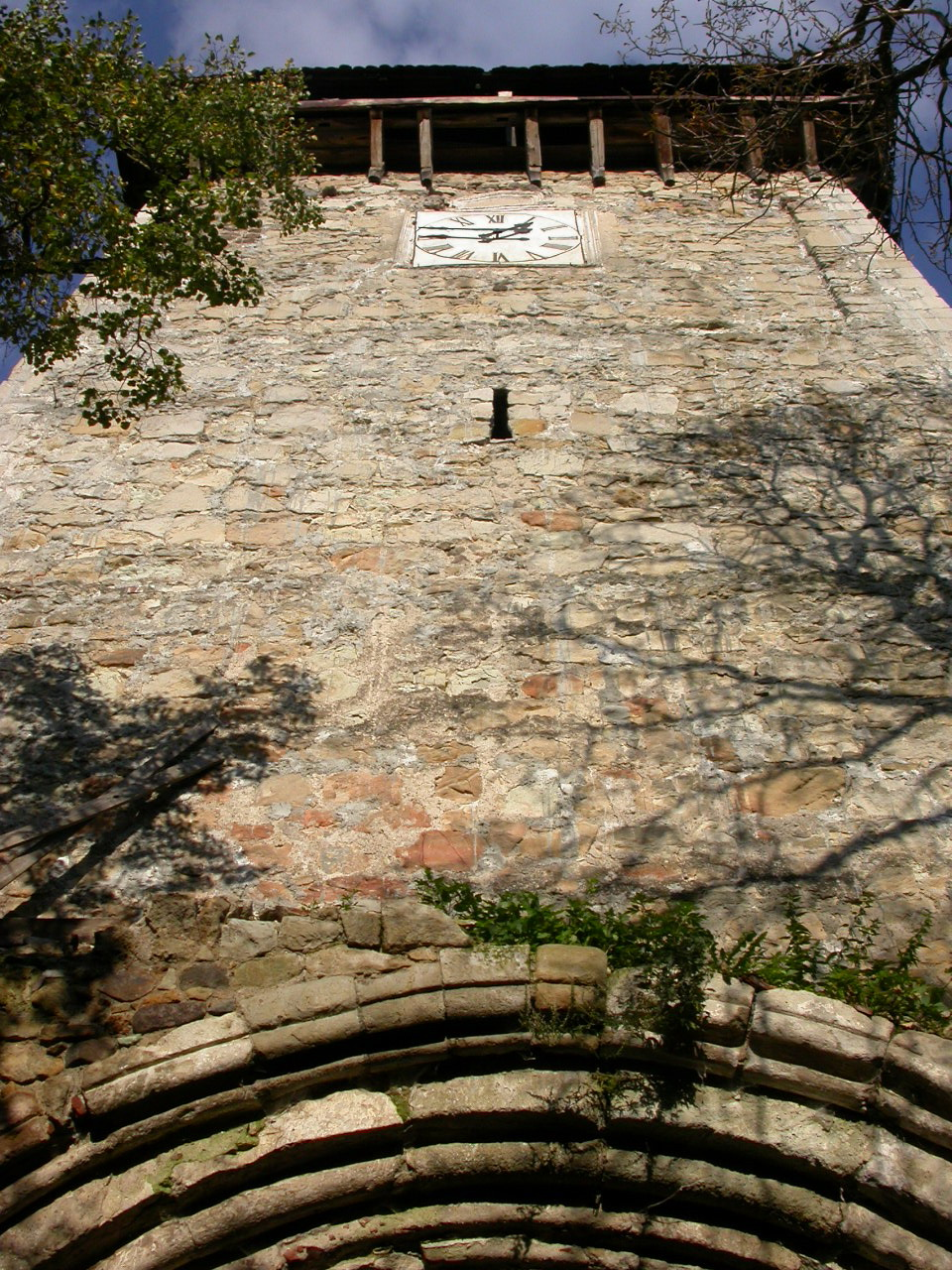
Clopotnița
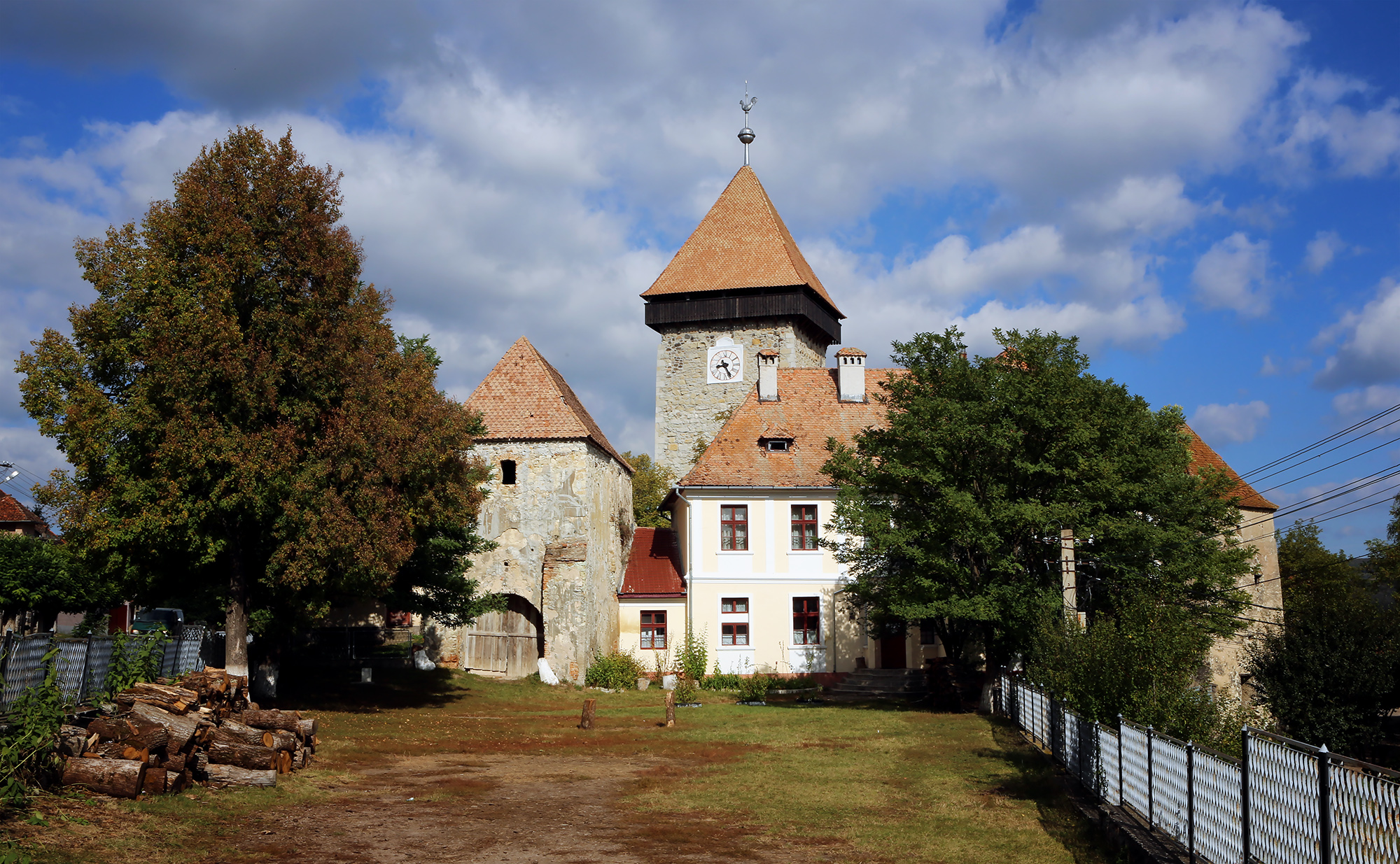
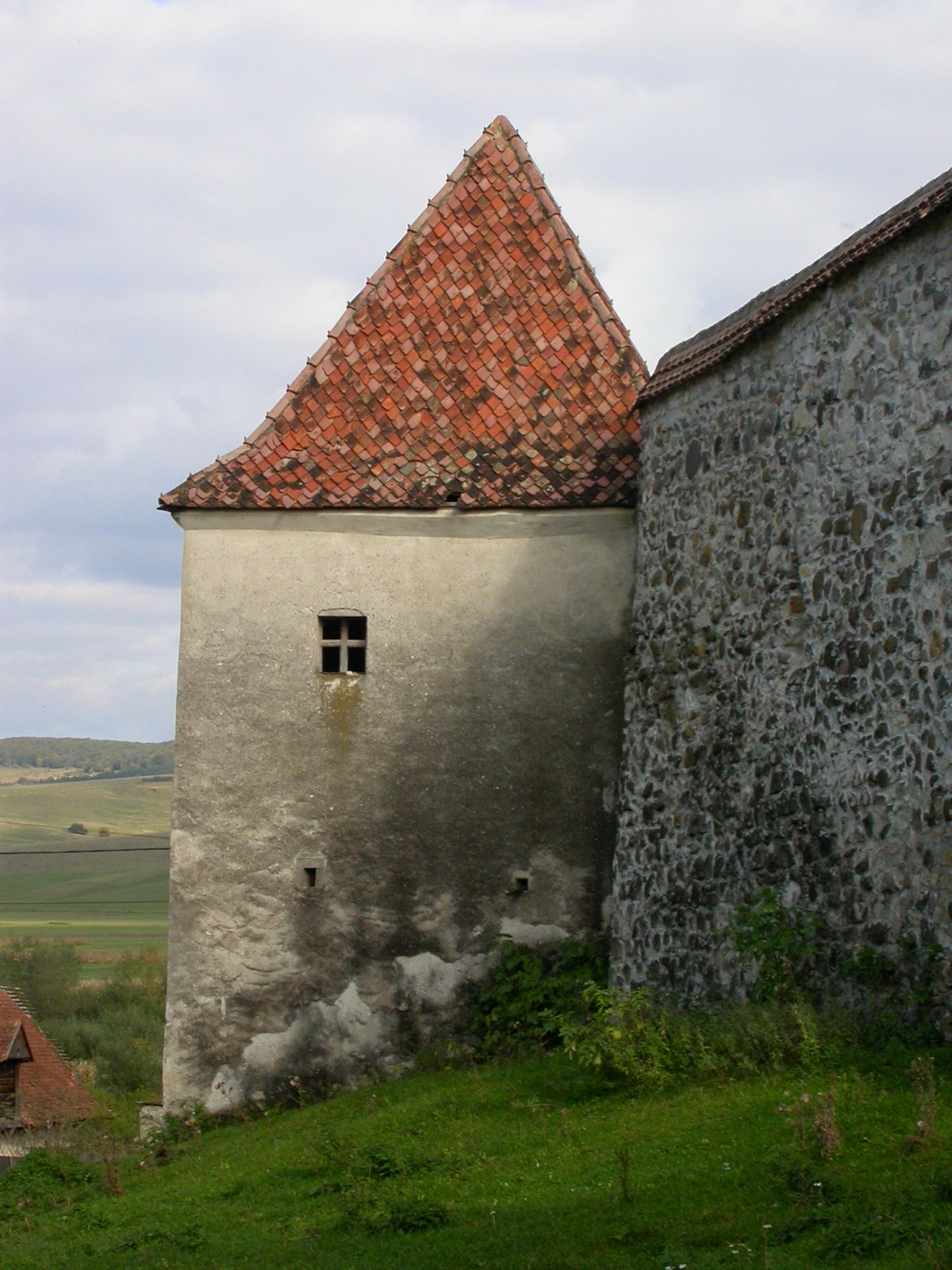
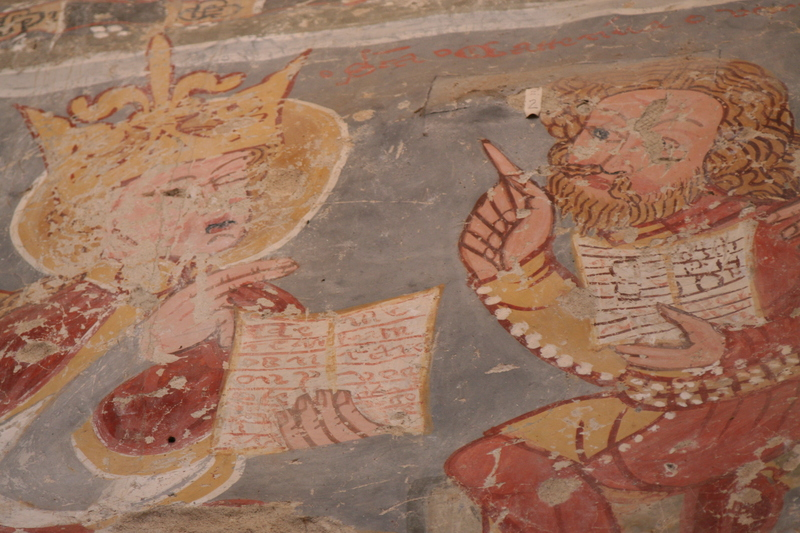
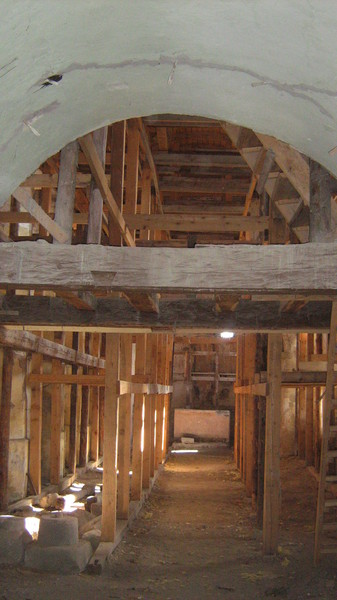
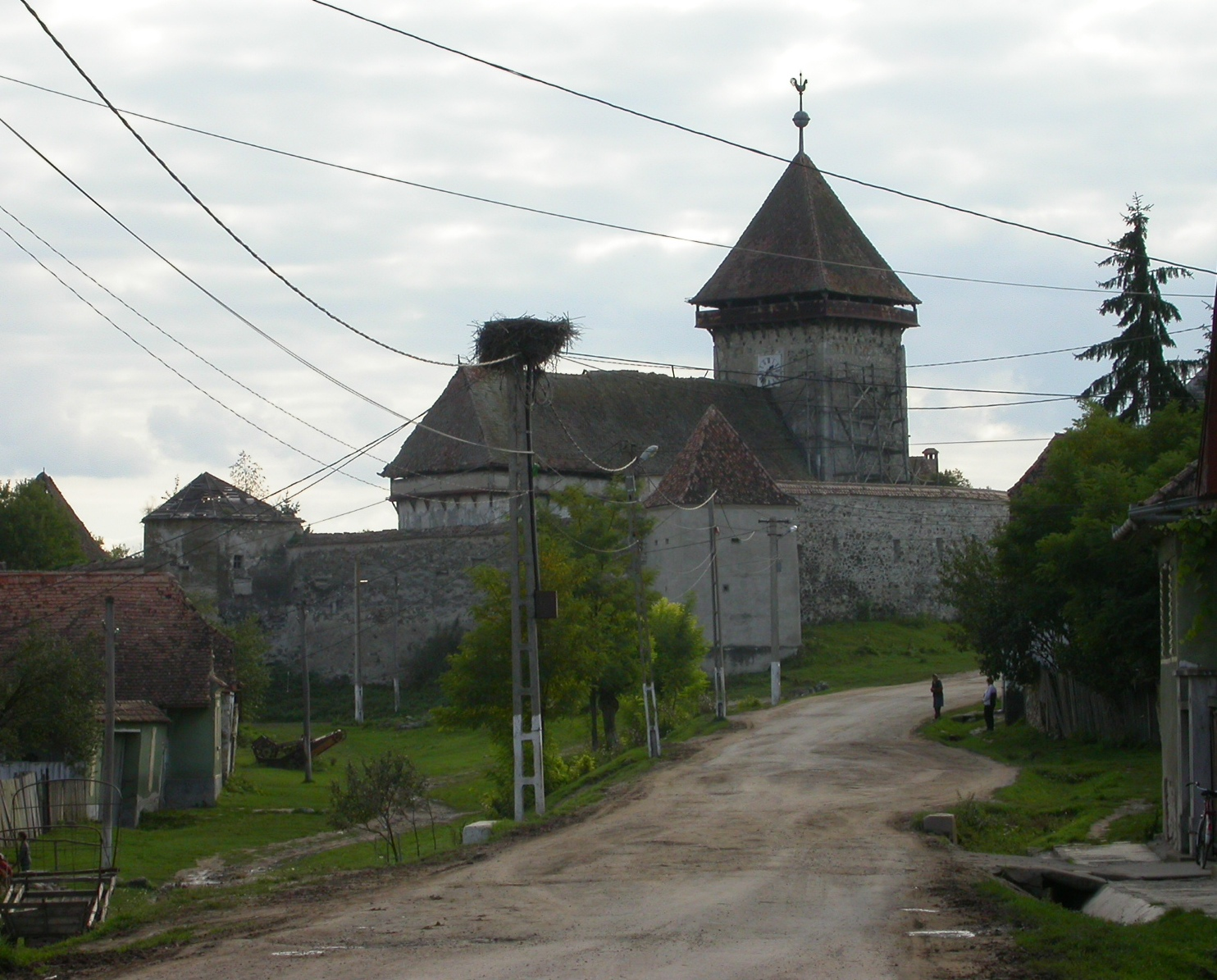
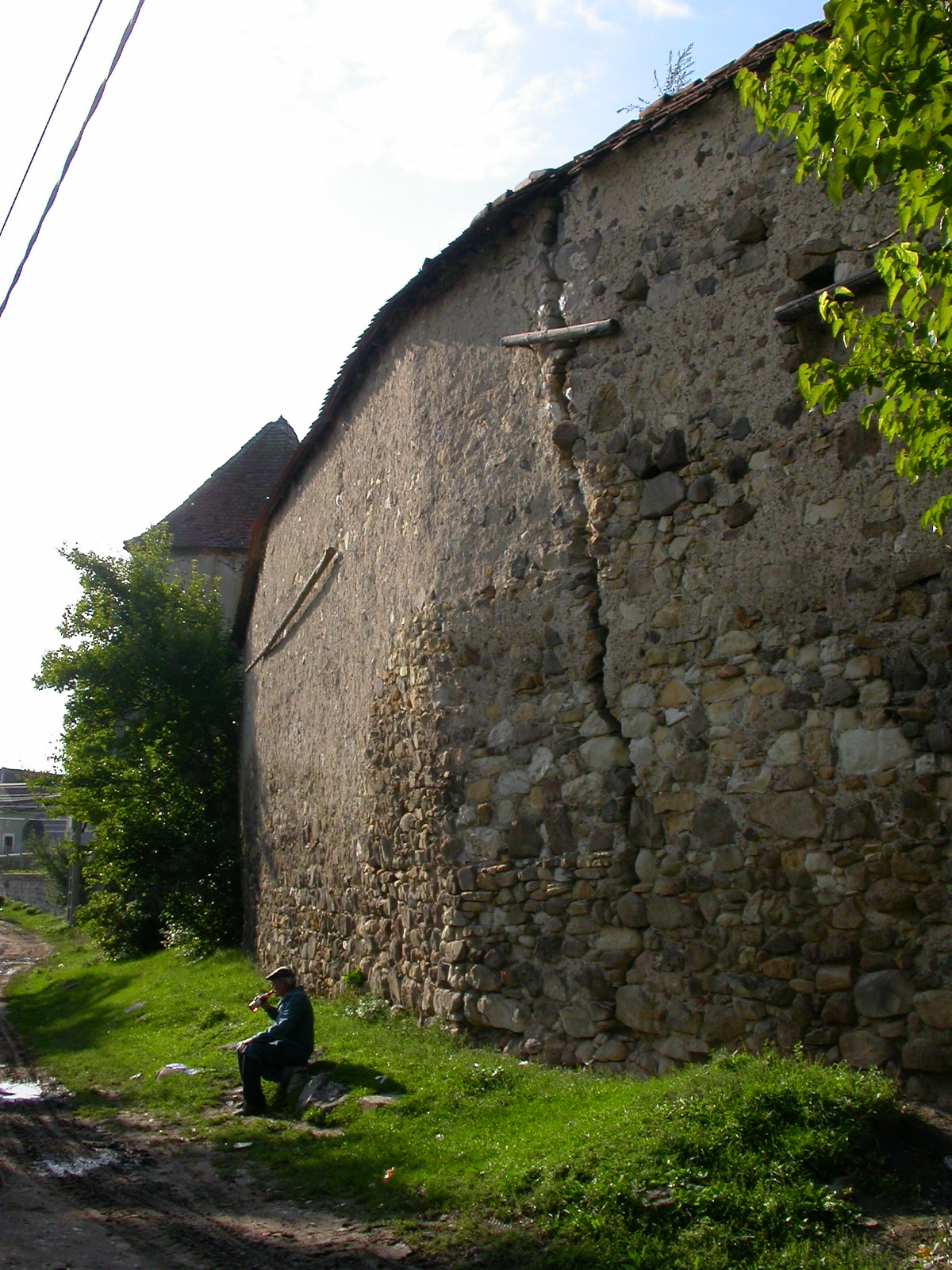
Zidul afectat al fortificației